# Bella traición
Bella Traición é uma canção da cantora espanhola naturalizada mexicana, Belinda, lançado como segundo single do seu segundo álbum de estúdio intitulado Utopía. A canção também teve uma versão em inglês que foi chamada de "End of the Day". A canção foi lançada em 26 de janeiro de 2007 no México.

## Videoclipe
O clipe da canção foi dirigido por Scott Speer.No início, Belinda está em uma biblioteca até que encontra um livro empoeirado chamado "Bella Traicion".Em algumas partes, ela canta só, usando roupas diversificadas, em outras, ela canta com sua banda.No final, ela acorda por cima de uma pilha de livros, como na capa do álbum Utopia.

## Lista de faixas
| Download digital |                  |                                                      |         |  |
| N.º              | Título           | Compositor(es)                                       | Duração |  |
| 1.               | "Bella Traición" | Belinda, Nacho Peregrín, Kara DioGuardi, Mitch Allan | 4:01    |  |

## Desempenho nas tabelas musicais

### Posições
| Parada musical (2012)            | Melhor posição |
| -------------------------------- | -------------- |
| Espanha – Espanha Top 50         | 20             |
| Espanha – Espanha Top 20         | 14             |
| Estados Unidos – Latin Songs     | 14             |
| Estados Unidos – Latin Pop Songs | 11             |
| Estados Unidos – Top Latin Songs | 39             |